# Theloderma pictum
Espèce
Synonymes
- Ixalus pictus Peters, 1871
- Nyctixalus pictus (Peters, 1871)
- Rhacophorus anodon Van Kampen, 1907

Statut de conservation UICN

 NT  : Quasi menacé
Theloderma pictum est une espèce d'amphibiens de la famille des Rhacophoridae.

## Répartition
Cette espèce se rencontre entre 50 et 700 m d'altitude, :
- aux Philippines à Palawan ;
- en Malaisie péninsulaire et orientale ;
- au Brunei ;
- en Indonésie dans le Nord de Sumatra et dans le nord du Kalimantan ;
- à Singapour ;
- en Thaïlande dans la province de Yala.

## Description
Theloderma pictum mesure jusqu'à 33 mm pour les mâles et jusqu'à 38 mm pour les femelles. Son dos est brun noisette avec de petites taches blanches. Les têtards varient du noir au brun violacé et mesurent jusqu'à 53 mm. Les jeunes nouvellement métamorphosés mesurent environ 17 mm.

## Publication originale
- Peters, 1871 : Über neue Reptilien aus Ostafrika und Sarawak (Borneo), vorzüglich aus der Sammlung des Hrn. Marquis J. Doria zu Genua. Monatsberichte der Königlichen Akademie der Wissenschaften zu Berlin, vol. 1871, p. 566-581 (texte intégral).